# Чанабаяїт
Чанабаяїт є першим визнаним триазолятним мінералом, що має формулу Cu
2(N
3C
2H
2Cl(NH
3,Cl,H
2O,[])
4.
Також присутні незначні домішки заліза. Це також один з небагатьох відомих на даний момент мінералів, що містять амінні групи, включаючи також амінеїт, джоаннеуміт і шиловіт. Усі мінерали є рідкісними і були знайдені в одному родовищі гуано в Чилі під назвою Пабельон-де-Піка. Подібна природна фаза, формула NaCu
2Cl
3[N
3C
2H
2]
2[NH
3]
2•4H
2O, ймовірно, попередник чанабаяїту, описаний Зубковою та ін. у 2016 році.

## Кристалічна структура
Основними особливостями кристалічної структури чанабаяїту є:
- мідь утворює октаедри, частина яких має спільні кути
- 1,2,4-триазолят-аніони зв'язують октаедри

## Асоціація
Чанабаяїт співіснує з галітом, джоаннеумітом, нітратином, саламоніатом і парагенетично неспорідненим халькопіритом. Халькопірит присутній в амфібол- і плагіоклаз-вмісному габро, яке контактує з родовищем гуано.

## Утворення
Три запропоновані процеси пояснюють утворення чанабаяїту:
- вимивання натрію з фази-попередника
- вимивання хлору з фази-попередника
- часткова дегідратація фази-попередника